# Хлопчик-Зірка
«Хлопчик-Зірка» (англ. Тhе Star-Child) — казка ірландського письменника Оскара Вайлда, написана у 1888 році. Українською мовою переклав Ілько Корунець.

## Історія створення
Казка була написана Оскаром Вайлдом у 1888 році та включена до збірки «Гранатовий будиночок», яка вийшла у 1891 році. Збірку автор присвятив своїй дружині, Констанс Вайлд.

## Сюжет
Двоє лісорубів працюють у зимовому лісі. Вони розмовляють про несправедливість життя та про свою бідність. Раптом вони бачать, як з неба падає зірка. Місце падіння майже поруч із ними, тому вони йдуть туди з надією знайти золото. Вони бачать на снігу золотий плащ, гаптований зірками, в якому лежить маленький хлопчик. Один з лісорубів дуже розчарований, бо, за його словами, яка користь від дитини? Другий, навпаки, забирає дитину і приносить її до себе додому.
Хлопчик росте разом з його дітьми. Але росте він злим та самозакоханим. Він вважає себе знатного роду, народженим від Зірки. Хлопчик-Зірка глузує з бідних та жебраків, кидає в них камені, лає та проганяє їх з поселення. Він знущається з тварин. І хизується своєю вродою.
Та одного разу до поселення приходить бідна жінка, одягнена в лахміття. Хлопчик-Зірка знущається з неї та лісоруб робить йому зауваження, нагадує, що десять років тому знайшов його у лісі. Жінка чує це та перепитує лісоруба, а потім питає чи був при хлопчикові золотий плащ та бурштиновий ланцюжок.
Жебрачка каже, що вона — мати цього хлопчика. Та Хлопчик-Зірка відповідає, що вона така страшна і не може бути його матір'ю. І йому краще поцілувати жабу або гадюку, ніж її. Після такої відповіді, він проганяє жінку та йде грати до своїх товаришів. Але вони починають сміятися з нього і кажуть, що не будуть грати з таким страшним, потворним хлопчиком. Хлопчик-Зірка не розуміє їх та йде до озера. Він дивиться у воду та бачить, що обличчям він схожий на жабу, а його руки у лусці, немов у гадюки.
Відтоді Хлопчик-Зірка розуміє, що покараний за свої провини. Він розуміє, що прогнав матір і повинен відшукати її.
Три роки Хлопчик-Зірка ходить світом, але ніхто ніде не чув про його матір.
Та одного разу він підходить до великого міста, оточеного високими мурами. Біля брами стоять охоронці. Хлопчик прохає їх пустити його, бо у місті може бути його матір. Охоронці сміються з нього, а один воїн продає його у рабство чаклуну.
Чаклун тричі посилає хлопчика у ліс шукати золоті монети. Тричі йому приходить на допомогу заєць, якого він визволив з мисливської пастки. Та тричі Хлопчик-Зірка віддає монети прокаженому, якого зустрічає на своєму шляху.
За третім разом, повертаючись із сумом, бо чаклун обіцяв вбити його, хлопчик заходить у місто, але бачить, що його зустрічає багато людей, які вітають його, як Володаря. Серед натовпу Хлопчик-Зірка бачить прокаженого та жебрачку, яка й була його матір'ю.  Він плаче й просить пробачення і матір прощає його, а коли він підіймає голову, то бачить, що прокажений та жебрачка — то Король і Королева, його батьки.
І хлопчик-Зірка стає володарем цього міста.

Герої казки: Хлопчик-Зірка – головний герой твору. Дуже красивий, але має кам’яне серце. Любить себе й зневажає інших. Він поводився зверхньо, бо думав, що походить від  зірки. Але втративши красу розуміє, що помилявся і змінюється. Він стає добрим, чуйним, жалісливим.
Лісоруб та його дружина – бідні, але благородні. Ці люди мають добре, щире серце.
Стара жебрачка, його мати – вона бідна, але дуже любить сина. Обійшла весь світ, шукаючи його. А хлопчик прогнав її.
Кріт, Коноплянка, Білочка – ці звірі постраждали від жорстокості Хлопчика – Зірки.
Чаклун – страшний і лихий. Жорстокий.
Зайченя – справедливе і вдячне.
Джерело: https://dovidka.biz.ua/khlopchyk-zirka-holovni-heroi-ta-kharakterystyka

## Цікаві факти
Оскар Вайлд називав свої казки етюдами в прозі та адресував їх усім читачам від вісімнадцяти до вісімдесяти років.

## Екранізації
- У 1957 році на кіностудії «Мосфільм» режисерами Евгеном Зільберштейном та Анатолієм Дудоровим був знятий фільм «Зірковий хлопчик» (рос. «Звездный мальчик»).

- У 1983 році режисером Леонідом Нечаєвим на кіностудії «Беларусьфільм» був знятий двосерійний фільм «Казка про Зіркового хлопчика» (рос. «Сказка о Звездном мальчике») за мотивами казок  О. Вайлда «Хлопчик-Зірка» та «День народження інфанти»[2].